# William Ireland Knapp
William Ireland Knapp (Nueva York, 10 de marzo de 1835 - París, 5 de diciembre de 1908), hispanista estadounidense.
Bachiller en Artes en 1860, enseñó en la Universidad Colgate. Catedrático de lenguas antiguas y modernas en Vassar desde 1865 a 1867, viajó por Inglaterra, Francia y España. En 1877 fue nombrado caballero de la Orden de Isabel la Católica. Ese año volvió a Estados Unidos para enseñar en Yale. En 1892 obtuvo la cátedra de lengua y literatura españolas en la Universidad de Chicago, que ocupó tres años. En Yale fue profesor del célebre hispanista Archer Milton Huntington, fundador de la Hispanic Society of America. Reeditó las obras de Juan Boscán (1875) y Diego Hurtado de Mendoza (1877). Es autor de una Concise bibliography of Spanish grammars and Dictionaries 1490-1870 (Boston, 1884) y Life, wrintings and correspondance of George Borrow derivad from official and other authentic sources, Londres, 1899, 2 volúmenes; la lectura de George Borrow le convirtió también en un vascófilo. Escribió también A Grammar of the Modern Spanish Language.